# Powidltascherl

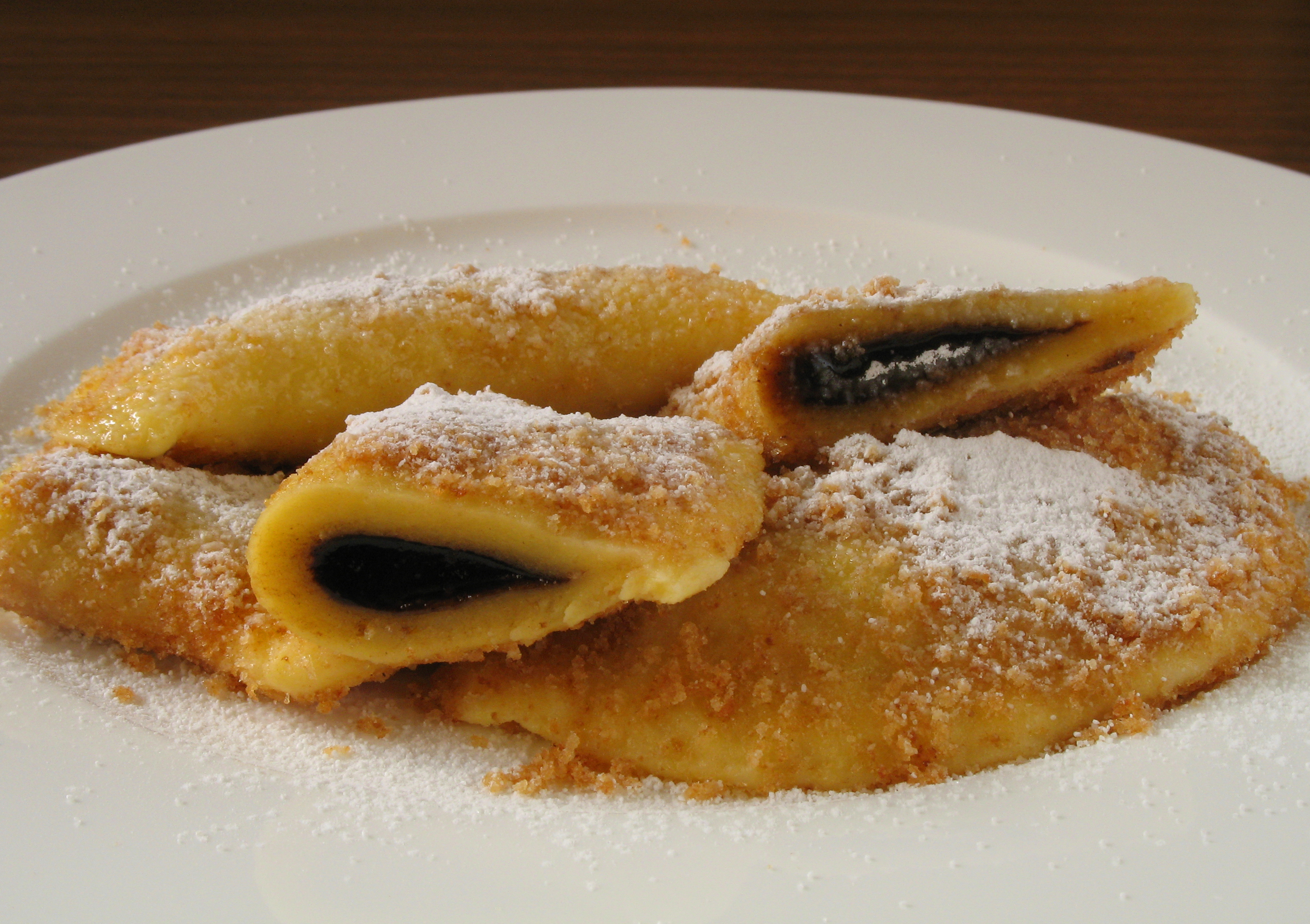
Powidltascherl

Powidltascherln (auch Powidltatschkerln oder Powidldatschgerl) sind in der österreichischen und böhmischen Küche mit Powidl (Pflaumenmus) gefüllte Teigtaschen.

## Details
Für die Zubereitung wird Kartoffelteig auf einem mit Mehl bestäubten Brett ca. 3 Millimeter dick ausgerollt und anschließend 6 bis 8 Zentimeter rund ausgestochen, danach gibt man in die Mitte Powidl, der manchmal mit etwas Zimt und Rum verfeinert wird. Der ausgestochene Teig wird dann halbmondförmig übereinander gelegt und die Ränder werden fest zusammengedrückt. Die gefüllten Teigtaschen werden anschließend für 6 bis 8 Minuten in leicht kochendes Salzwasser gelegt, danach herausgenommen, in Semmelbröseln gewälzt, die zuvor in Butter goldgelb angeröstet wurden (siehe „Beurre Polonaise“), mit Zucker bestreut und noch warm serviert. Früher aber auch heute noch wird die Zubereitung von Powidldatschgerln auch ohne Kartoffeln mit einem Teig aus Weizenmehl oder aus Topfenteig gemacht.
Powidltascherln werden vor allem in Österreich und in Tschechien gegessen. Das Wort Powidl stammt aus dem Tschechischen und bedeutet so viel wie Pflaumenmus.

## In Kunst und Kultur
Powidltatschkerln ist der Titel eines Chansons von Hermann Leopoldi (1949). Literarische Erwähnung finden sie in Martin Walsers Roman Seelenarbeit. Ferner sind sie ein wichtiges Element in der Comiczeitschrift Mosaik Nummer 54 vom Mai 1961. Powidltascherl sind Figuren in Māris Putniņš’ Kinderbuch Die wilden Piroggenpiraten, dort werden sie in der deutschen Übersetzung als Powidltatschkerl  bezeichnet.